# Адалберт Карл Вернер фон дер Шуленбург
Адалберт Карл Вернер фон дер Шуленбург (на немски: Adalbert Karl Werner Graf von der Schulenburg; * 24 юли 1885 в Бургшайдунген, днес част от град Лауха ан дер Унщрут в Саксония-Анхалт; † 4 април 1951 в Лаутербах-Блитценрод, Хесен) е граф от род фон дер Шуленбург (от клон Бургшайдунген, II. линия на род Бялата линия) в Саксония-Анхалт.

## Произход
Той е син на граф Георг Лудвиг Вернер фон дер Шуленбург (1836 – 1893) и съпругата му Хенриета фон дер Шуленбург (1876 – 1937), внучка на граф Йозеф Фердинанд Адолф Ахац фон дер Шуленбург (1776 – 1831), дъщеря на граф Адалберт Фридрих Александер Карл Вилхелм Август фон дер Шуленбург (1817 – 1874) и фрайин Луиза фон Зобек (1836 – 1913).

## Фамилия
Адалберт фон дер Шуленбург се жени на 6 юли 1912 г. във Волфсбург за Елизабет Маргарета фон дер Шуленбург (* 8 юли 1892 в Ипенбург; † 30 януари 1976 в Берлин), дъщеря на граф Вернер-Карл-Херман фон дер Шуленбург-Волфсбург (1857 – 1924) и фрайин Фрида фон дем Бусше Ипенбург фон Кесел (1871 – 1949). Те се развеждат през 1927 г. Те имат пет дъщери:
- Роза Рената (* 15 юли 1914, Бургшайдунген), омъжена на 10 декември 1939 г. в Бургшайдунген за 	Рудолф Ветиен (* 9 януари 1915, Дрезден)
- Габриела Елизабет Юлия Мария Язиолда (* 12 юли 1916, Бургшайдунген), омъжена на 10 октомври 1936 г. в Бургшайдунген за Ханс Конрад фон Арним (* 2 декември 1906; † февруари 1943, в битка на Източния фронт)
- Елизабет Августа Фрида (* 5 април 1919, Бургшайдунген; † 29 август 1967, Мюнхен), омъжена на 27 юни 1956 г. в Мюнхен за др. Ото Колс хорн (* 18 август 1889, Берлин; † 2 август 1963, Мюнхен)
- Аста Гизела (* 1 януари 1921, Бургшайдунген), омъжена на 3 август 1949 г. в Мюнхен за др. Рудолф Циглер (* 12 януари 1913, Манхайм)
- Аделхайд Херта Мария Зигрид (* 24 ноември 1923, Бургшайдунген), омъжена I. на 29 декември 1943 г. в Бургшайдунген (развод 1956) за бургграф и граф Адалберт Виктор фон Дона-Лаук (* 3 септември 1914, Руново), II. на 2 септември 1976 г. в Дюселдорф за Ото Александер фон Хун (* 3 декември 1907, Рига; † 13 октомври 1980, Вупертал)

Съпругата му Елизабет Маргарета фон дер Шуленбург се омъжва втори път на 20 март 1928 г. в Берлин за фотограф проф. Валтер Хеге (* 12 ноември 1893, Наумбург; † 29 октомври 1955, Ваймар).